# 吡啶鎓陽離子
吡啶𬭩阳离子是一种阳离子，化学式 [C5H5NH]+。  它是吡啶的共轭酸。  已知许多涉及取代吡啶的相关阳离子，例如甲基吡啶，二甲基吡啶和三甲基吡啶。  它们可以由吡啶和酸反应而成。
在有机化学中，吡啶经常被用作有机碱，因此吡啶鎓盐会在很多中和反应中被合成。 吡啶鎓盐在有机溶剂中是不可溶 ，因此吡啶鎓离去基团的沉淀表明反应的进行。  吡啶鎓阳离子是傅－克酰基化反应的一部分。 当包含吡啶时，它与亲电子酰基离子形成络合物，使其更具反应性。
吡啶鎓阳离子是芳香性的，遵守休克尔规则。 它和苯是等电子体。

## N-吡啶鎓烷基阳离子

烟酰胺腺嘌呤二核苷酸 是一种 N-吡啶鎓烷基阳离子，被广泛使用。

如果吡啶鎓阳离子的酸性氢被烷基取代，这个 化合物就叫 N-吡啶鎓烷基阳离子。 一个最简单的吡啶鎓烷基阳离子是甲基吡啶鎓阳离子 ([C5H5NCH3]+)。 从商业角度看，重要的吡啶鎓化合物是除草剂百草枯。 